# نووا وس (ناحیه چسکه بودیوویتسه)
نووا وس (ناحیه چسکه بودیوویتسه) (به چکی: Nová Ves) یک منطقهٔ مسکونی در جمهوری چک است که در شهرستان چسکه بودیوویتسه واقع شده‌است. نووا وس ۵٫۸۶ کیلومتر مربع مساحت و ۷۱۳ نفر جمعیت دارد و ۵۱۲ متر بالاتر از سطح دریا واقع شده‌است.